# Säynäsemänlampi
Säynäsemänlampi är en sjö i kommunen Lieksa i landskapet Norra Karelen i Finland. Den är 2,7 meter djup. Arean är 38 hektar och strandlinjen är 5,85 kilometer lång. Sjön  ingår i Vuoksens huvudavrinningsområde.   Den ligger omkring 99 kilometer nordöst om Joensuu och omkring 470 kilometer nordöst om Helsingfors. 